# Sergio Matto
Sergio Armando Matto Suárez, född den 13 oktober 1930 i Las Piedras, död den 23 november 1990 i Itajaí, Santa Catarina, var en uruguayansk basketspelare.
Matto blev olympisk bronsmedaljör i basket vid sommarspelen 1952 i Helsingfors och vid sommarspelen 1956 i Melbourne.